# ! (album Trippie Redda)
! – drugi album studyjny amerykańskiego rapera Trippie Redd. Został wydany 9 sierpnia 2019 roku przez TenThousand Projects. Album zawiera gościnne występy: Diplo, The Game, Lil Duke, Lil Baby i Coi Leray. Album pierwotnie zawierał również występ Playboi Carti’ego, ale później został usunięty z albumu.

## Tło
W styczniu 2019 roku Trippie Redd ogłosił, że wkrótce ma wydać dwa projekty, jego drugi album studyjny, Immortal i Mobile Suit Pussy, który podobno miał być jego czwartym komercyjnym mixtape’em, ale potem zostały odwołane. Wyjaśnił, że Immortal miałby zawierać utwory, w których obecne są głębokie i romantyczne koncepcje, podczas gdy Mobile Suit Pussy zawierałby utwory, które są „bangerami”. Później, w marcu 2019 roku, w transmisji na żywo na Instagramie, Redd stwierdził, że jego drugi album „przesunął się i zmienił” i nie nosi już tytułu Immortal. Później ujawnił, że album będzie nosił tytuł! I zainspirowany tytułem albumu jego zmarłego przyjaciela i współpracownika XXXTentaciona.
Trippie wydał główny singel z albumu „Under Enemy Arms” 29 maja 2019 roku. W rozmowie z Zane Lowe w programie Beats 1 Radio potwierdził, że album będzie nosił tytuł ! i był już ukończony, ale chciał dodać kilka dodatkowych piosenek, a także teledysków.

## Odbiór krytyczny
! spotkał się z mieszanymi recenzjami. W serwisie Metacritic, który przyznaje recenzjom z profesjonalnych publikacji znormalizowaną ocenę na 100, album otrzymał średnią ocenę 59, co oznacza „mieszane lub średnie recenzje” na podstawie 6 recenzji.
Rachel Aroesti z The Guardian opisała album jako „fascynujący, ale sprzeczny z gatunku emo rap”, zauważając liryczne sprzeczności i podsumowując, że „jest to niewątpliwie część marszu gatunku do przodu – ale trudno jest pozbyć się wrażenia, że White poświęcił spójną tożsamość artystyczną w imię postępu”. W recenzji dla Pitchforka Andy O’Connor napisał, że „piosenki dotyczą bycia wiernym sobie za wszelką cenę, ale te niedopracowane lekcje lądują płasko, ponieważ sam Redd tak naprawdę nie ma tożsamości, muzycznej”, dalej komentując: „Większości tego, co się tutaj dzieje, nie można nawet realistycznie uznać za rapowanie”, nazywając wersety „nudnymi i pozbawionymi wyobraźni, oprócz tego, że są restrykcyjne w formie” dodał też, że krążek posiada „nonsensowne takty”. Autor doszedł do wniosku, że „najprzyjemniejsze chwile wydają się kontrolowanym chaosem. Redd [...] przynajmniej brzmi bardziej opanowanie. To jego zasługa jako osoby, ale nie na jego korzyść jako artysty”.

## Odbiór komercyjny
Album zadebiutował na trzecim miejscu na liście Billboard 200 w USA sprzedając się w ilości 51 000 egzemplarzy w pierwszym tygodniu.

## Lista utworów
| No.                | Tytuł                                | Twórcy                                                                                 | Producenci                  | Długość |
| ------------------ | ------------------------------------ | -------------------------------------------------------------------------------------- | --------------------------- | ------- |
| 1.                 | "!”                                  | - Michael White IV - Thomas Pentz - Philip Meckseper                                   | - Diplo - Jr Blender        | 2:15    |
| 2.                 | „Snake Skin”                         | - White - Adrian Rupke - Matthew Crabtree                                              | - Hammad Beats - MTK        | 3:06    |
| 3.                 | „Be Yourself”                        | - White - Ozan Yildirim - Ebony Oshunrinde - James Harris - Terry Lewis - James Wright | - OZ - WondaGurl            | 3:16    |
| 4.                 | „I Try”                              | - White - Darrel Jackson                                                               | Chopsquad DJ                | 2:41    |
| 5.                 | "Immortal" (gościnie: The Game)      | - White - Jayceon Taylor - Rupke - Crabtree                                            | - Hammad Beats - MTK        | 3:24    |
| 6.                 | „Throw It Away”                      | - White - Yildirim - Ryan Martinez - Bryan Yepes                                       | - OZ - G. Ry - Bryvn        | 2:45    |
| 7.                 | „Keep Your Head Up”                  | - White - Shane Lindstrom - Adam Feeney                                                | - Murda Beatz - Frank Dukes | 3:23    |
| 8.                 | „Riot”                               | - White - Demetric Franklin, Jr. - Kyle Stemberger                                     | - KD33 - Stemberger         | 3:13    |
| 9.                 | "Mac 10” (gość: Lil Baby i Lil Duke) | - White - Dominique Jones - Arnold Martinez - Wesley Glass - Robert Richardson         | - Wheezy - Bobby Raps       | 2:07    |
| 10.                | „Everything BoZ” (gość: Coi Leray)   | - White - Rupke - Crabtree - Brittany Collins                                          | - Hammad Beats - MTK        | 3:25    |
| 11.                | „Under Enemy Arms”                   | - White - Rupke - Crabtree                                                             | - Hammad Beats - MTK        | 2:42    |
| 12.                | „Lil Wayne”                          | - White - Dwayne Carter, Jr. - Yildirim - Nils Noehden                                 | - OZ - Nils                 | 1:42    |
| 13.                | „Signing Off”                        | - White - Ryan Bogan                                                                   | Staccato                    | 2:05    |
| Całkowita długość: | Całkowita długość:                   | Całkowita długość:                                                                     | Całkowita długość:          | 36:11   |

## Pozycje na listach przebojów
| Lista (2019)                        | Pozycja |
| ----------------------------------- | ------- |
| Australia (ARIA)                    | 24      |
| Austria (Ö3 Austria)                | 44      |
| Belgia (Ultratop Flanders)          | 25      |
| Belgia (Ultratop Wallonia)          | 51      |
| Kanada (Billboard)                  | 10      |
| Dania (Hitlisten)                   | 27      |
| Holandia (Album Top 100)            | 11      |
| Finlandia (Suomen virallinen lista) | 37      |
| Francja (SNEP)                      | 60      |
| Niemcy (Offizielle Top 100)         | 79      |
| Irlandia (OCC)                      | 20      |
| Łotwa (LAIPA)                       | 11      |
| Litwa (AGATA)                       | 25      |
| Nowa Zelandia (RMNZ)                | 10      |
| Norwegia (VG-lista)                 | 8       |
| Szwecja (Sverigetopplistan)         | 51      |
| Wielka Brytania (OCC)               | 19      |
| Billboard 200                       | 3       |
| Top R&B/Hip-Hop Albums (Billboard)  | 2       |

| Lista (2019)                       | Pozycja |
| ---------------------------------- | ------- |
| Top R&B/Hip-Hop Albums (Billboard) | 95      |